# Особняк Коробкова
Особняк Трифона Ивановича Коробко́ва (городская усадьба Ольги Петровны Коробко́вой) — памятник архитектуры в Замоскворечье, расположен по адресу Пятницкая улица, д. 33-35, стр. 1. Образец классического модерна, относится к ранним работам архитектора Льва Кекушева. Построен на каркасе двухэтажного дома 1866 года, перестраивался в 1871—1875, 1894, 1899, 1912—1912 годах. Здание асимметричной планировки декорировано в эклектичном стиле, окрашено в лилово-сиреневый цвет и меняет оттенок в зависимости от погоды.
С 1960-х до 2013 года в особняке располагалось посольство Танзании. В 2013—2015 была проведена реставрация, на начало 2018 года новый владелец не определён. С июня 2022 года, в здании расположено посольство республики Гана.

## История

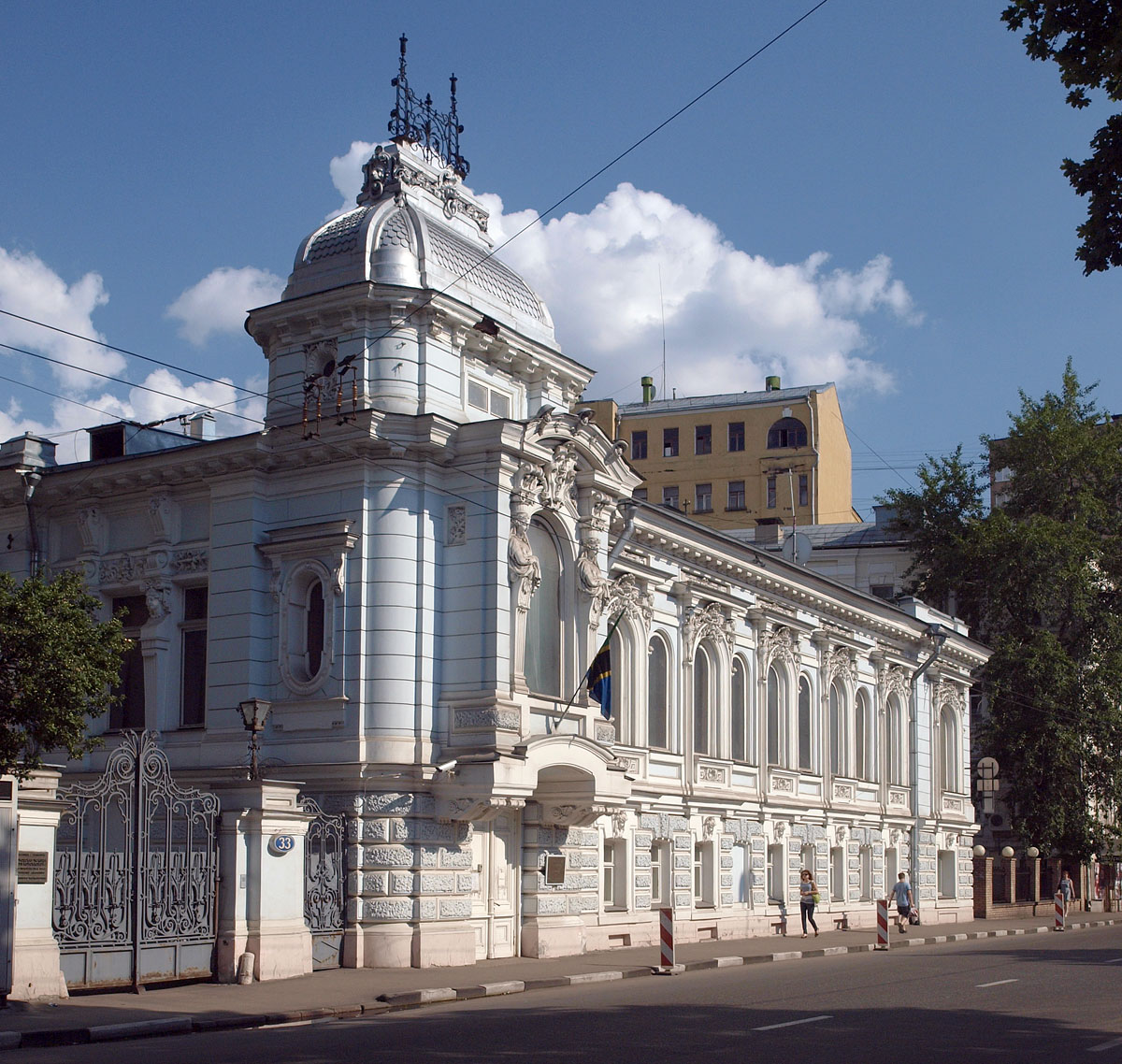
Особняк до реставрации, 2008

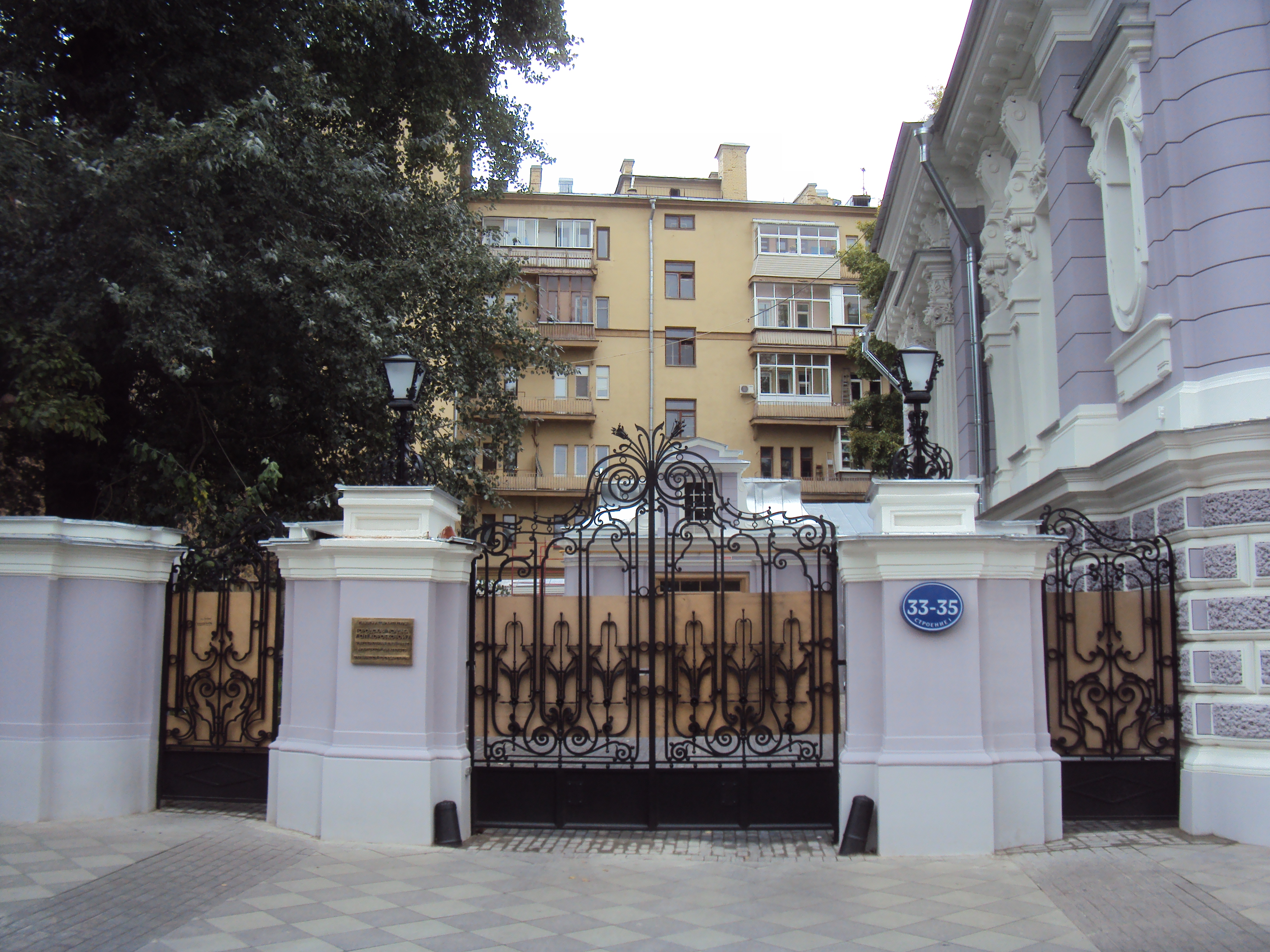
Ограда и ворота, 2015

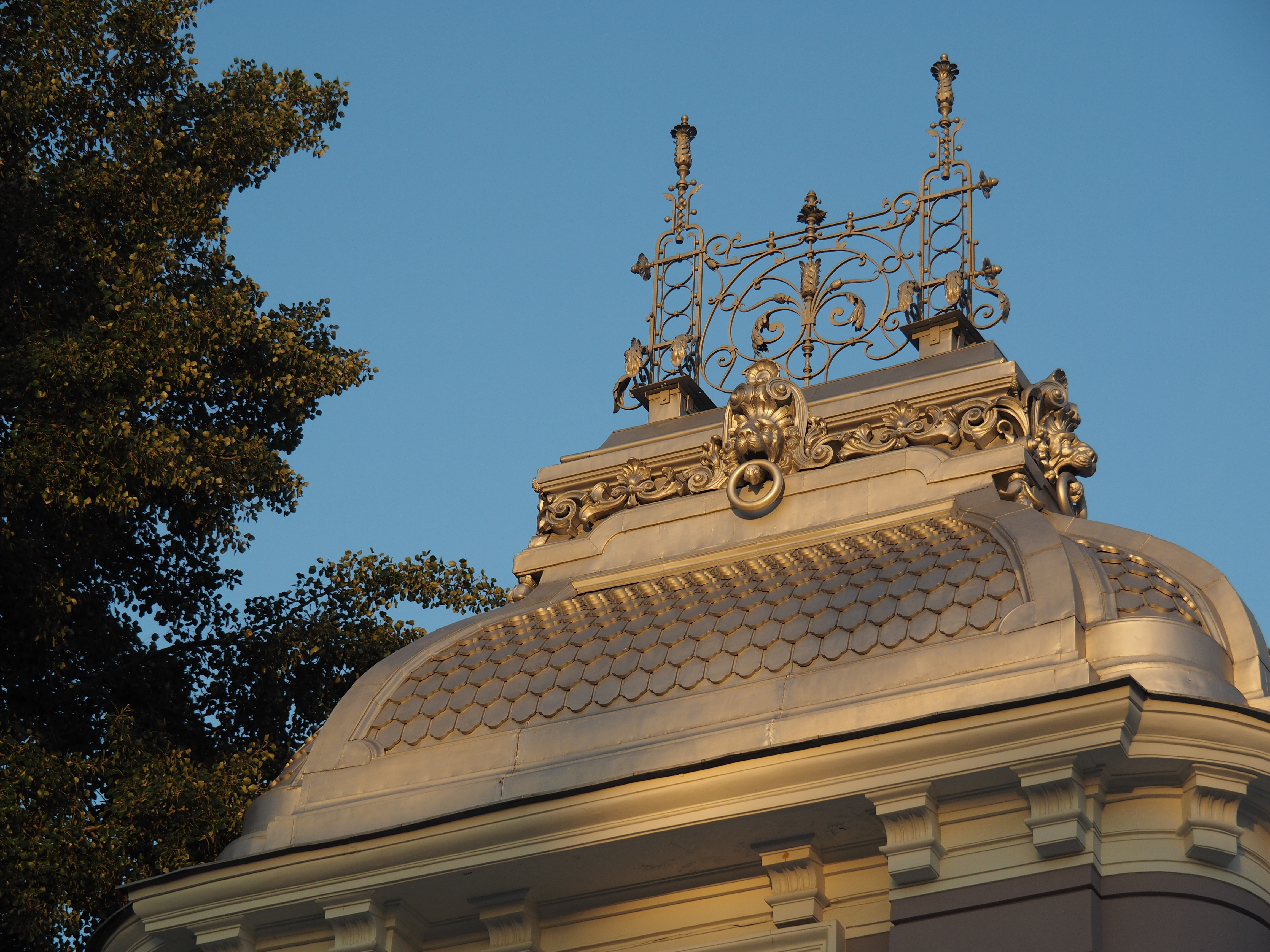
Ажурное украшение купола башенки, 2016

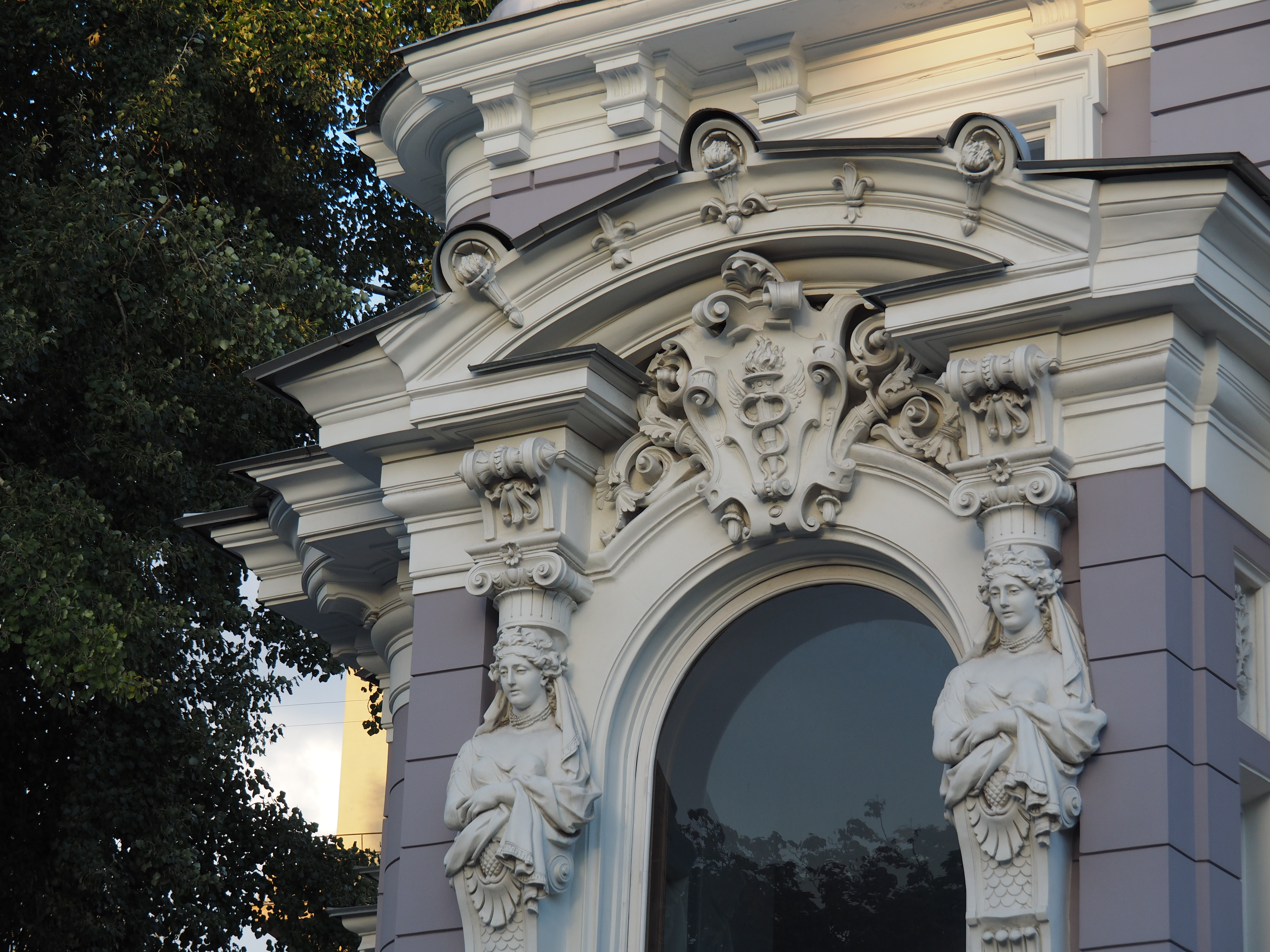
Элементы декора фасада, 2016

### Первое здание и перестройка
Современный облик особняка Коробкова сложился в результате многочисленных перестроек с использованием конструкции небольшого двухэтажного здания 1866 года. Этот первый дом размером в семь оконных осей принадлежал егорьевскому купцу П. А. Тугаринову и по его заказу был расширен в 1871—1875 годах. Тогда к дворовой части здания добавили боковые каменные пристройки и одноэтажную нежилую — с северной стороны по Пятницкой улице.
Новый особняк был создан по заказу почётного гражданина Трифона Ивановича Коробкова и его супруги Ольги Петровны. В качестве архитектора был приглашён Лев Кекушев, в 1894 году он предложил свой вариант перестройки. На первом этапе к существующему дому были добавлены флигель с башенкой и новым парадным входом, а также ограда с выразительным рисунком решётки. При этом были сохранены своды и системы Монье старого дома Тугаринова. Фасады были решены в авторском варианте неогреческого стиля и оформлены относительно сдержанно. К 1896 году работы были завершены, обновлённый особняк получил многочисленные похвалы в прессе и был признан одним из лучших творений архитектора.
Вскоре Кекушев получил от Коробкова заказ на дальнейшее расширение особняка. В 1899-м к нему были добавлены пристройки, которые увеличили площадь дома почти в три раза. На основе старого здания была создана комбинированная анфиладно-коридорная схема с традиционным расположением комнат: основные парадные помещения выходили на улицу, окна спален смотрели на внутренний двор и сад.
В 1901 году журнал «Зодчий» опубликовал справку архитектора о завершении работ над зданием:
Дом Т. Коробкова в Москве, находящийся на Пятницкой улице, частью достроен, частью же перебит (2-й этаж) и надстроен из старого двухэтажного дома. Та часть строения, где на фасаде помещён фонарь, заканчивающийся башенкою, - построена с основания; в ней помещаются вестибюль и парадная лестница [...] В остальной части фасада, во 2-м этаже все окна были перебиты - расширены на 3 вершка и вместо прямых перемычек сделаны полуциркульные, а также увеличена на полтора аршина высота всех помещений. По фасаду расположены комнаты, зал, гостиная и будуары; во вновь пристроенной части - столовая, кабинет, зимний сад, буфетная и кухня наверху и детские внизу.
Стоимость переделки с внутреннею отделкою приблизительно составила 55 000 руб.
Согласно проектной документации, Кекушеву в работе над особняком помогал сотрудник его бюро, архитектор Сергей Шуцман. В целом внешний вид здания демонстрирует характерные авторские приёмы раннего периода творчества Льва Кекушева — асимметричную планировку, смешение архитектурных стилей, символизм декора, внимательность к деталям и проработке интерьера. Личный почерк зодчего читается также в многообразии окон. Искусствоведы отмечают, что Кекушев «обожал разновеликие окна», а в особняке Коробова только кабинет насчитывает пять штук разных форм.
После смерти Трифона Коробкова дом унаследовали его супруга Ольга и двое детей. В 1911—1912 годах к восточной стороне здания был пристроен четырёхэтажный доходный дом.

### После революции
После революции особняк был национализирован. C мая 1917 года и до конца жизни в здании проживал геолог, первый выборный президент Российской академии наук Александр Карпинский. В 1936—1945 годах в особняке жил советский ботаник и географ Владимир Комаров. После Второй мировой войны здание арендовал Институт истории искусств СССР.
С 1960-х в здании располагалось посольство республики Танзания. Особняк использовался бережно, за годы эксплуатации интерьеры и фасад здания в значительной степени сохранили свой исторический облик. В 2013 году посольство было переведено в дом Позднякова на Большой Никитской.

## Современность
В настоящее время особняк Коробкова, служебный флигель и ограда являются объектами культурного наследия федерального значения. Несмотря на бережное отношение сотрудников посольства, дом естественным образом обветшал и нуждался в ремонте.
В 2013—2015 годах особняк был отреставрирован при финансовой поддержке Главного управления по обслуживанию дипломатического корпуса МИД России, смета составила около 390 млн рублей. По словам руководителя проекта архитектора Елены Киселёвой, основной задачей реставрации было воссоздание исторического облика здания. В ходе работ был раскрыт фрагмент первоначальной окраски фасада: выяснилось, что дом был окрашен в лилово-чернильный оттенок, который на солнечном свете переходит в сиреневый. В ходе реставрации редкий цвет был восстановлен и дом получил прозвище «хамелеон». По результатам реставрации в 2015 году проект был признан победителем конкурса сохранения и популяризации объектов культурного наследия «Московская реставрация».
Обычно особняк закрыт для посещения, экскурсии проводятся дважды в год в рамках тематических фестивалей.

## Архитектура

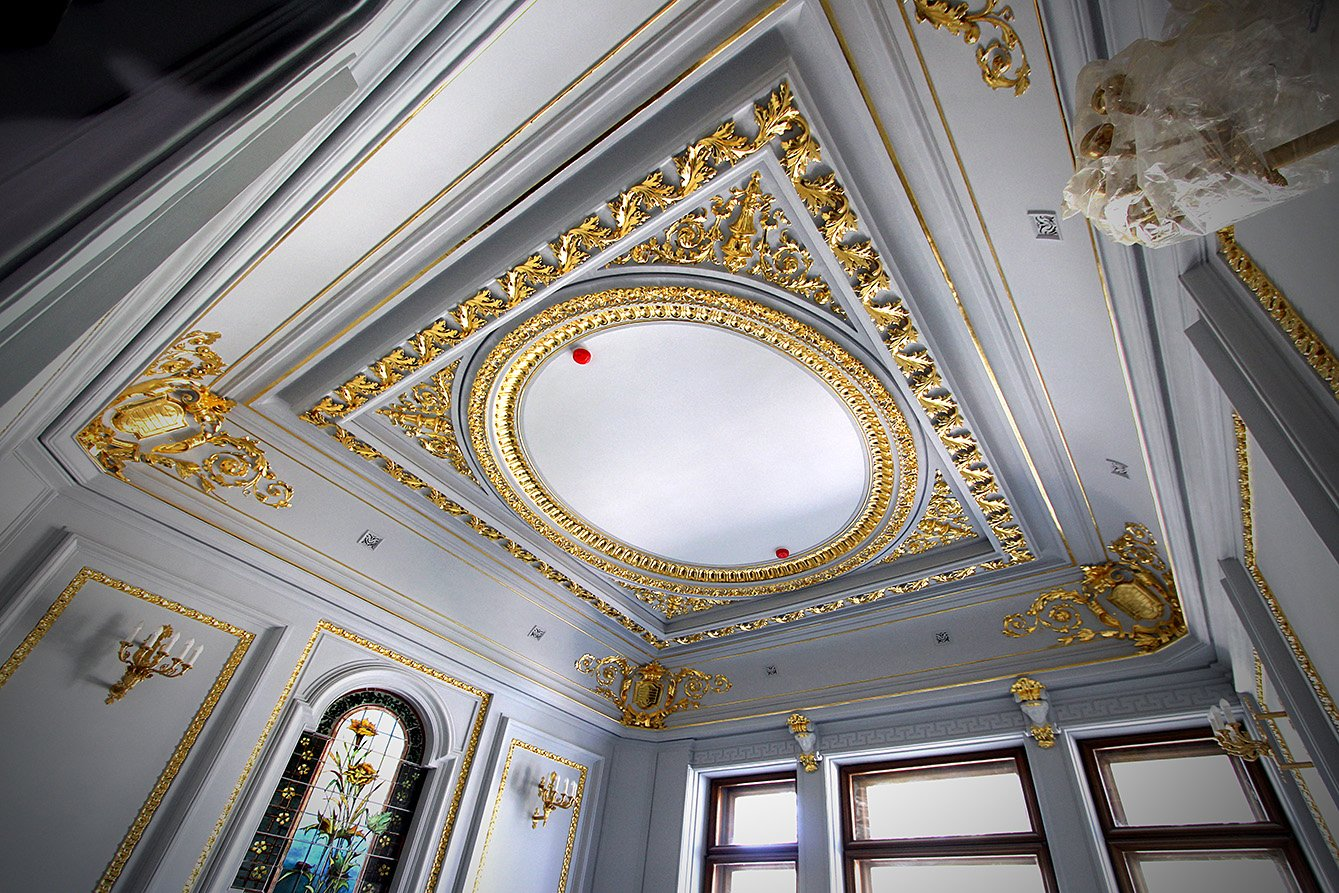
Восстановленная позолота лепнины

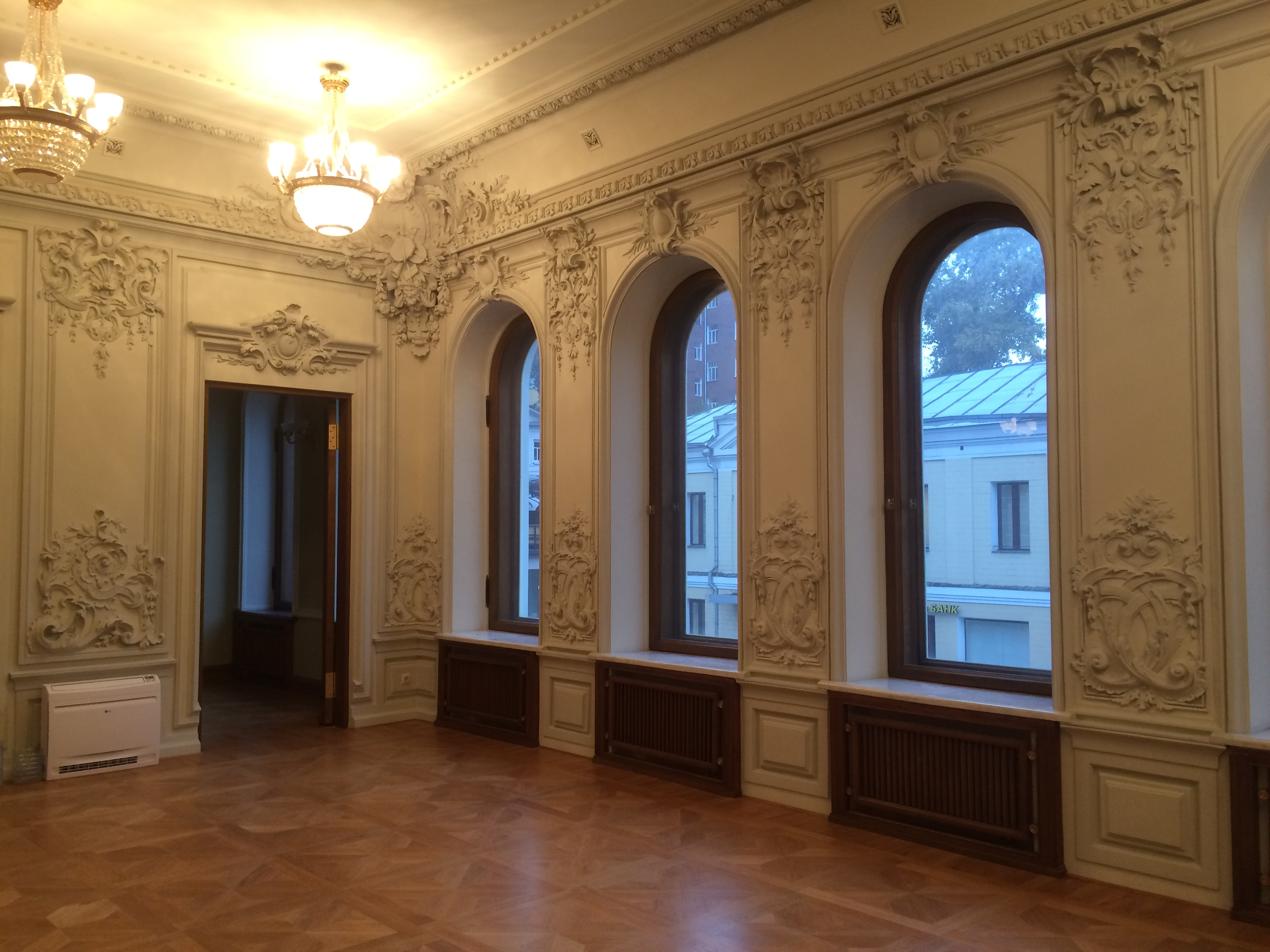
Лепной декор стен, 2017

### Фасады
Здание особняка оформлено эклектично: архитектурные элементы заимствованы из рококо, модерна и викторианского и неогреческого стилей. Основным акцентом парадного фасада является башня-фонарик над главным входом, её купол завершается ажурным кованым гребнем. Обращённую к улице сторону здания объединяет карниз с модильонами, за счёт чередования глубоко утопленных и выступающих окон второго этажа достигается динамичный светотеневой рисунок.
Боковой фасад декорирован ещё обильнее: в центр помещён ризалит с выразительной эдикулой, по сторонам от него расположены каннелированные колонны. Капители и фриз венчаются лепными пальметтами и волютами. От овального окна второго этажа сделаны трёхчастные широкие оконные проёмы, которые завершают гермы с женскими головками.

### Интерьеры
Благодаря статьям в прессе сохранились фотографии оригинальной отделки интерьеров особняка. Главными акцентами нового вестибюля стали изогнутая парадная лестница с ажурным рисунком решётки и металлический торшер в её изгибе. После перестройки Кекушева столовая стала двухсветной, большие окна выходят на центральную улицу и зимний сад. Потолки гостиной, будуаров и залов богато украшены позолоченной лепниной в стиле рококо.